# 乌戈纳波莱昂
乌戈纳波莱昂（葡萄牙語：Hugo Napoleão）是巴西皮奥伊州的一个市镇。总面积273.721平方公里，总人口3443人，人口密度12.6人/平方公里。